# USS Miami (SSN-755)
Pour les autres navires du même nom, voir USS Miami.
Le USS Miami (SSN-715) était un sous-marin nucléaire d'attaque américain de classe Los Angeles nommé d'après Miami en Floride.

## Histoire du service

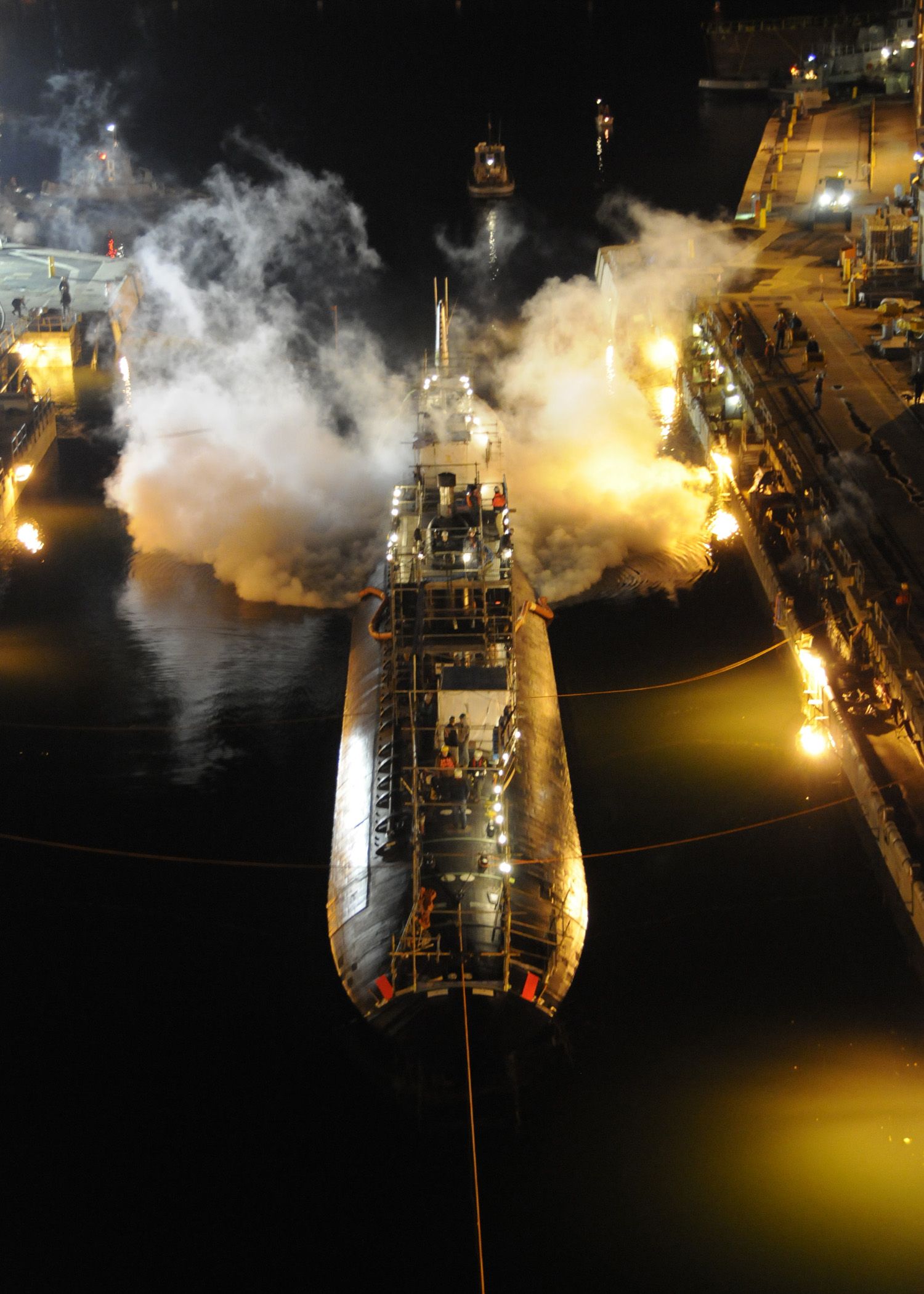
KITTERY, Maine (15 mars 2012) Le sous-marin d'attaque de classe Los Angeles USS Miami (SSN 755) entre en cale sèche pour commencer une révision technique au chantier naval de Portsmouth (U.S. Navy photo by Jim Cleveland/Released).

Construit au chantier naval Electric Boat de Groton, il est admis au service le 30 juin 1990 dans l’United States Navy, puis retiré du service en 2013.
Durant son service actif, il est le premier sous-marin américain à être utilisé au combat dans deux théâtres d'opérations différents, l'opération Desert Fox contre l'Irak puis la guerre du Kosovo.
Le 16 juin 2012, Casey James Fury, un peintre du Portsmouth Naval Shipyard, met le feu dans un compartiment du sous-marin afin de quitter plus tôt son travail. La lutte contre cet incendie dure 12 h et fait sept blessés parmi les pompiers et un parmi l'équipage, les dommages occasionnés ont un coût global de 400 millions de dollars. La réévaluation de ce coût à 700 millions de dollars décide la Marine américaine, dans un contexte de réduction budgédaire, à le démanteler pour 54 millions de dollars. Casey James Fury est condamné à 17 ans de prison le 15 mars 2013 pour cet incendie criminel.